# Piłodziób rdzawobrzuchy
Piłodziób rdzawobrzuchy (Momotus subrufescens) – gatunek średniej wielkości ptaka z rodziny piłodziobów (Momotidae) występujący w północno-zachodniej części Ameryki Południowej i Panamie. Jest klasyfikowany jako gatunek najmniejszej troski (LC, ang. Least Concern).

## Systematyka
Takson ten po raz pierwszy zgodnie z zasadami nazewnictwa binominalnego opisał angielski ornitolog Philip Lutley Sclater w 1853 roku na łamach „Revue et Magasin de Zoologie Pure et Appliquée”. Autor nadał ptakowi nazwę Momotus subrufescens. Jako miejsce typowe podał Kolumbię.
Obecnie wyróżnia się cztery podgatunki:
- M. s. subrufescens Sclater, PL 1853
- M. s. spatha Wetmore, 1946
- M. s. osgoodi Cory, 1913
- M. s. argenticinctus Sharpe, 1892.

Od 1945 roku piłodziób rdzawobrzuchy był uważany za jeden z 20 podgatunków piłodzioba wspaniałego M. momota występujących od północno-wschodniego Meksyku do północnej Argentyny. W oparciu przede wszystkim o kompleksową pracę F.G. Stilesa A review of the genus Momotus (Coraciiformes: Momotidae) in northern South America and adjacent areas, South American Classification Committee (SACC) w 2009 roku jednogłośnie zaakceptował podział na odrębne taksony: M. momota (piłodziób wspaniały), M. coeruliceps (piłodziób modrogłowy), M. lessonii (piłodziób żółtopierśny), M. subrufescens (piłodziób rdzawobrzuchy), M. bahamensis (piłodziób czerwonogardły) i M. aequatorialis (piłodziób wyżynny).

### Etymologia
- Momotus: błędny zapis (Nieremberg, 1635) azteckiej nazwy Motmot dla niebieskoczubego, gołębio-podobnego ptaka, który zamieszkiwał tropikalne regiony[14].
- subrufescens: łac. sub nieco, poniżej, łac. rufescens, rufescentis rudawy, czerwonawy – od łac. rufus „rudy, ryży”[15].

## Morfologia
Piłodziób rdzawobrzuchy jest średniej wielkości ptakiem, u którego nie występuje dymorfizm płciowy. Dziób czarny, silny, dosyć gruby, dolna szczęka lekko zakrzywiona ku dołowi, górna zakrzywiona, nieco dłuższa od dolnej. Nogi i stopy matowobrązowe. Tęczówki matowoczerwonobrązowe. Na szczycie głowy niewielka czarna czapeczka, pod nią szeroki niebieski pasek (diadem), który w przedniej części głowy jest szerszy, sięga nasady dzioba i jest jasnozielonkawo-niebieski, a w tylnej przechodzi w kolor fioletowy. Od nasady dzioba wokół oczu, górnych części policzków i okolic uszu czarna maska, która w tylnej części ma turkusową obwódkę, a w okolicach policzków podkreślona jest turkusowo-fioletowym paseczkiem. Reszta głowy brązowawa, przechodząca w oliwkowozielony grzbiet i skrzydła. Dolne części ciała matowobrązowe, na środku piersi czarne pióra z bardzo niewielkimi zielonkawoniebieskimi brzegami. Górna część ogona zielona i niebieskawozielona. Środkowe sterówki wydłużone, wystające poza resztę ogona, z gołymi stosinami i owalnymi zakończeniami w kolorze niebieskim z ciemnymi zakończeniami. Podgatunek M. s. spatha jak podgatunek nominatywny, ale z bledszym ubarwieniem.
Wymiary:
|                       | Samiec      | Samica      |
| --------------------- | ----------- | ----------- |
| Masa ciała (g)        | 75–124      | 75–124      |
| Długość skrzydła (mm) | 118,5–131,6 | 115,8–131,1 |
| Długość dzioba (mm)   | 39,2–45,4   | 35,5–45,4   |
| Długość ogona (mm)    | 202,5–247,5 | 209,5–239,0 |

## Zasięg występowania
Zasięg występowania (EOO, Extent of Occurrence) piłodzioba rdzawobrzuchego według szacunków organizacji BirdLife International obejmuje 1,65 mln km². Dolna granica występowania określana jest na poziomie morza, a górna na 1300 m n.p.m.
Poszczególne podgatunki występują:
- M. s. subrufescens – od wschodniej Panamy do północnej Kolumbii z dolną częścią doliny rzeki Cauca i rzeki Magdalena oraz w północnej Wenezueli, na pacyficznym wybrzeżu Kolumbii do doliny rzeki Atrato;
- M. s. spatha – na półwyspie Guajira (Serranía de Macuira) w skrajnie północnej Kolumbii;
- M. s. osgoodi – w północno-zachodniej Wenezueli i przyległych terenach Kolumbii;
- M. s. argenticinctus – w zachodnim Ekwadorze, północno-zachodnim Peru na zachód od Andów[16].

## Ekologia i zachowanie
Piłodziób rdzawobrzuchy występuje w różnych rodzajach lasów, w tym w wilgotnych lasach nizinnych, lasach liściastych, na obrzeżach lasu i w lasach wtórnego wzrostu. Niewiele wiadomo na temat diety tego gatunku. Prawdopodobnie zjada duże stawonogi, jagody i niewielkie jaszczurki. Długość pokolenia jest określana na 3,9 roku.

## Rozmnażanie
Bardzo mało wiadomo o rozmnażaniu tego gatunku. Gniazda nie są dokładnie opisane, ale uważa się, że podobnie jak u innych gatunków z rodzaju Momotus są wykopywane w skarpach nad brzegami rzek. Okres lęgowy nie jest określony.

## Status
W Czerwonej księdze gatunków zagrożonych IUCN piłodziób rdzawobrzuchy jest klasyfikowany jako gatunek najmniejszej troski (LC, ang. Least Concern). W 2019 roku organizacja Partners in Flight szacowała liczebność światowej populacji lęgowej na więcej niż 50 tys., a mniej niż 500 tysięcy osobników, zaś trend liczebności populacji oceniała jako stabilny.